# Телегин (хутор)
Телегин — хутор в Красноармейском районе Краснодарского края.
Входит в состав Трудобеликовского сельского поселения.

## География

### Улицы
- пер. Кирпичный,
- ул. Кирпичная,
- ул. Ленина.

## Население
| 2002 | 2010 |
| ---- | ---- |
| 210  | ↗242 |